# Серра-Тумукумаки
Серра-Тумукума́ки (фр. Monts Tumuc Humac, порт. Serra do Tumucumaque) — горный хребет, восточная часть Гвианского нагорья.
Хребет расположен на севере Бразилии и на юге Суринама и Французской Гвианы. Высочайшая точка (701 м) является высочайшей точкой бразильского штата Амапа.
На склонах хребта берут начало пограничные реки Ояпок, протекающая по границе Французской Гвианы и Бразилии, и Марони, разделяющая Французскую Гвиану и Суринам.
Хребет Тумук-Умак покрыт в основном лесами, несмотря на небольшие высоты, местность труднодоступна и малонаселена. В бразильской части Тумукумаки в 2002 году создан одноимённый национальный парк (38,9 тыс. км²).